# Mezcla pobre
Se dice de los motores de ciclo Otto que funcionan con mezcla pobre cuando el factor lambda es mayor de 1, es decir que la proporción de aire/combustible en peso es mayor que la estequiométrica de 14,7 a 1. Un valor moderado de factor lambda como por ejemplo 1,05 permite unas óptimas condiciones de economía de combustible, sin embargo son incompatibles con el uso del catalizador.

## Ventajas
Menor consumo específico, menor emisión de los contaminantes HC (hidrocarburos) y CO (Monóxido de Carbono), hasta un valor compatible con el buen funcionamiento (ver párrafo anterior).

## Desventajas
Según el valor mayor o menor del factor lambda dentro de los márgenes de funcionamiento (hasta  1,2), menor potencia, mayor emisión de Óxidos de Nitrógeno (NOx), posible aparición de la Detonación (motor alternativo). Tendencia al calentamiento por combustión lenta.

## Causas
En carburador, mal ajuste del mismo, toma de aire en la brida de sujeción;  en los primeros sistemas de inyección de combustible,  mal ajuste del caudalímetro, tomas de aire posteriores a la mariposa o acelerador, presión de combustible insuficiente.